# 竜巻砲
竜巻砲（たつまきほう）または旋風砲（せんぷうほう）とは、ドイツ軍が試作した対空兵器。人工的に竜巻を発生させて上空を通過する敵機を撃墜しようという計画。
モルタル製の樽に石炭の粉と酸素を混合して打ち出して空中で燃焼させる方法で竜巻を発生させることに成功したが、影響範囲は数百メートルであった。発生した竜巻が小規模でその持続時間も極めて短かったため、実用化は不可能として計画は中止された。